# Ophraella bivittata
Ophraella bivittata is een keversoort uit de familie bladkevers (Chrysomelidae). De wetenschappelijke naam van de soort werd in 1920 gepubliceerd door Willis Stanley Blatchley.